# گاومیشک
گاومیشک (نام علمی: Anoa) نام یک زیرسرده از سرده گاومیش‌های آسیایی است.